# 功勋 (2021年电视剧)
《功勋》（英語：Medal of the Republic）是由中国国家广播电视总局组织创作的人物传记题材电视剧，是国家广播电视总局“理想照耀中国——庆祝中国共产党成立100周年”展播活动剧目。总导演是郑晓龙，单元导演是沈严、林楠、杨文军、毛卫宁、康洪雷、阎建钢、杨阳，主演是雷佳音、蒋欣、佟大为、王雷、郭涛、黄志忠、黄晓明、周迅。2021年9月26日，《功勋》在北京卫视、东方卫视、浙江卫视、江苏卫视以及优酷、爱奇艺、腾讯视频首播。
2022年4月11日起逢周六周日於香港電台電視頻道港台電視31的《國劇周末影院》播放。

## 剧情
《功勋》取材于首批八位“共和国勋章”获得者于敏、申纪兰、孙家栋、李延年、张富清、袁隆平、黄旭华、屠呦呦的生平，分作八个单元。

## 单元

### 能文能武李延年
- 导演：毛卫宁
- 编剧：刘戈建、李修文
- 王雷 演 李延年
- 鲁诺 演 罗厚財

### 无名英雄于敏
- 导演：沈严
- 编剧：王小枪
- 雷佳音 演 敏
- 倪妮 演 孙玉芹
- 杨烁 演 老馬
- 王骁 演 陆杰
- 田小洁 演 老郝
- 是安 演 原瑾泓
- 白凡 演 孫大夫
- 尤勇智 演  副部長
- 胡可 演 愫

### 默默无闻张富清
- 导演：康洪雷
- 编剧：陈枰
- 郭涛 演 张富清
- 孙茜 演 孙玉兰
- 丁勇岱 演 彭德怀

### 黄旭华的深潜
- 导演：杨阳
- 编剧：申捷
- 黄晓明 演 黄旭华
- 陈好 演 李世英
- 黄小蕾 演  春玲
- 艾丽娅 演  刘主任

### 申纪兰的提案
- 导演：林楠
- 编剧：巩向东
- 蒋欣 演 申纪兰
- 陈赫 演 李成英
- 左小青 演 李华
- 李光洁 演 张海良
- 刘宇宁 演 通訊員
- 迟帅 演 韓記者
- 王菁華 演 秀芝娘
- 邢岷山 演 營長
- 菅纫姿 演 秀芝
- 林思意 演 來娣
- 孙艺宁 演 李桂英
- 孟阿赛 演 石頭

### 孙家栋的天路
- 导演：杨文军
- 编剧：徐速
- 佟大为 演 孙家栋
- 孙俪 演 魏素萍
- 刘奕君 演 钱学森
- 刘欢 演 陈希远
- 王自健 演 黃志明
- 林永健 演 聂荣臻
- 刘劲 演 周恩来
- 王亚楠 演 陈潛
- 朱刚日尧 演 李东海

### 屠呦呦的礼物
- 导演：郑晓龙
- 编剧：王小平
- 周迅 演 屠呦呦
- 张颂文 演 李廷钊
- 陈宝国 演 廖大夫
- 奚美娟 演 屠母
- 荣光 演 章建光
- 霍青 演 吕传智
- 毕彦君 演
- 曹馨月 演 小魏老師

### 袁隆平的梦
- 导演：阎建钢
- 编剧：宋方金
- 黄志忠 演 袁隆平
- 董洁 演 鄧哲
- 任重 演 譚胖公
- 蒋梦婕 演 田荷花
- 柯蓝 演  華靜
- 郑业成 演 冯克珊

## 收視率
| 中国大陆 东方卫视／北京卫视 ／浙江卫视 ／江蘇卫视 首播收视率 |               |          |          |          |           |           |           |          |          |          |           |           |           |          |          |          |           |           |           |          |          |          |           |           |           |      |
| 集數                                                         | 播出日期      | 东方卫视 | 东方卫视 | 东方卫视 | 东方卫视  | 东方卫视  | 东方卫视  | 北京卫视 | 北京卫视 | 北京卫视 | 北京卫视  | 北京卫视  | 北京卫视  | 浙江卫视 | 浙江卫视 | 浙江卫视 | 浙江卫视  | 浙江卫视  | 浙江卫视  | 江蘇卫视 | 江蘇卫视 | 江蘇卫视 | 江蘇卫视  | 江蘇卫视  | 江蘇卫视  | 備註 |
| 集數                                                         | 播出日期      | CSM63    | CSM63    | CSM63    | CSM全国网 | CSM全国网 | CSM全国网 | CSM63    | CSM63    | CSM63    | CSM全国网 | CSM全国网 | CSM全国网 | CSM63    | CSM63    | CSM63    | CSM全国网 | CSM全国网 | CSM全国网 | CSM63    | CSM63    | CSM63    | CSM全国网 | CSM全国网 | CSM全国网 |      |
| 集數                                                         | 播出日期      | 收視率   | 收視份額 | 排名     | 收視率    | 收視份額  | 排名      | 收視率   | 收視份額 | 排名     | 收視率    | 收視份額  | 排名      | 收視率   | 收視份額 | 排名     | 收視率    | 收視份額  | 排名      | 收視率   | 收視份額 | 排名     | 收視率    | 收視份額  | 排名      |      |
| 1-2                                                          | 2021年2月21日 |          |          |          |           |           |           |          |          |          |           |           |           |          |          |          |           |           |           |          |          |          |           |           |           |      |
| 平均收視                                                     | 平均收視      |          |          | 不適用   |           |           | 不適用    |          |          | 不適用   |           |           | 不適用    |          |          | 不適用   |           |           | 不適用    |          |          | 不適用   |           |           | 不適用    |      |

1. 同时段或交叉时段主要节目：
  - CCTV-1：
  - CCTV-8：
  - 湖南：
2. 数据由广视索福瑞提供，调查范围为四岁以上之观众。
3. 以上收视排名包括央视在内。
4. 收視最低的集數以藍色表示，收視最高的集數以紅色表示
5. 资料来源：卫视小露电、卫视这些事儿、TV未知数